# Tòa nhà Spektrum
Tòa nhà Spektrum (trước đây là Tòa nhà TP SA) là một tòa tháp văn phòng cao cấp ở Warsaw, thủ đô của Ba Lan. Nó tọa lạc tại số 14/16 Phố Twarda trong khu thương mại trung tâm Warszawa-Śródmieście của thành phố và từng là trụ sở của nhà đầu tư, nhà điều hành viễn thông Telekomunikacja Polska SA (TP SA), với một số không gian được cho các công ty khác thuê.
Tòa nhà ban đầu được ký hợp đồng với PIA Piasecki SA vào ngày 1 tháng 8 năm 1997, ban đầu được hoàn thành vào ngày 30 tháng 6 năm 2002. Tuy nhiên, vào năm 2002, nhà thầu đã không thể hoàn thành cấu trúc do tình trạng tài chính căng thẳng, và nhà đầu tư đã chuyển sang PORR Polska SA (công ty đã hoàn thành một số tòa nhà văn phòng và tòa tháp khác ở Warsaw) để hoàn thành việc xây dựng. Tháp cuối cùng đã được hoàn thành vào tháng 12 năm 2003. Tháp được xây dựng bằng công nghệ "từ trên xuống", với cả phần trên và dưới của cấu trúc được xây dựng đồng thời. Trong quá trình khai quật cho nền móng của Tháp, một chiếc đạn pháo nặng 580 kg từ Thế chiến II đã được phát hiện 8 mét dưới mặt đất.
Tòa nhà được thiết kế bởi các kiến trúc sư từ văn phòng Apar-Projekt và Arca A & C, và bao gồm một thành phần gồm hình trụ và hình khối. Thiết kế cấu trúc là trách nhiệm của TMJ Tomasz Ziętała. Tháp có 30 tầng trên mặt đất và 5 tầng hầm, kéo dài 16,5 mét xuống dưới mặt đất và cao lên 128 mét trên mặt đất. Tòa nhà bao gồm gần 50.000 m² không gian, hơn 41.000 trong số đó có thể sử dụng.
Các tính năng độc đáo của tòa nhà bao gồm sân bay trực thăng trên mái và trục thang máy bên ngoài, dốc nghiên 14 °, kết nối đường phố với một trong những tầng thuộc khu văn phòng cao hơn với cabin thang máy di chuyển ở mức 2,5 m/s  Ngoài ra, còn có bảy trục thang máy thẳng đứng khác bên trong tòa nhà. Tháp là một tòa nhà thông minh hiện đại, được trang bị hệ thống tự động hóa tòa nhà.
Vào tháng 7 năm 2008, nó đã được bán cho quỹ đầu tư Đan Mạch Baltic Property Trust Optima, công ty đã bán nó vào năm 2012 cho một quỹ Europa Capital LLP có trụ sở tại London 